# San-Giovanni-di-Moriani
San-Giovanni-di-Moriani (en cors San Ghjuvanni di Moriani) és un municipi francès, situat a la regió de Còrsega, al departament d'Alta Còrsega. L'any 1999 tenia 85 habitants.

## Demografia
| 1962 | 1968 | 1975 | 1982 | 1990 | 1999 |
| ---- | ---- | ---- | ---- | ---- | ---- |
| 108  | 157  | 112  | 75   | 73   | 85   |

## Administració
| Període | Identitat       | Partit | Qualitat |  |
| ------- | --------------- | ------ | -------- |  |
| 2001-   | Marcel Tristani |        |          |  |